# Азиатско-Тихоокеанский парламентский форум
Азиатско-Тихоокеанский парламентский форум (АТПФ) — региональная парламентская организация.
Создана в январе 1993. Первоначальные члены — Австралия, Бруней, Индонезия, Канада, КНР, Мексика, Новая Зеландия, Папуа – Новая Гвинея, Республика Корея, Сингапур, США, Таиланд, Микронезия, Филиппины, Япония. В настоящее время (2007) в организацию входит 27 государств.
Учредительная сессия АТПФ состоялась в январе 1993 г. в Токио, где была принята Токийская декларация, определяющая основные направления деятельности Форума. Цели АТПФ:
- расширение сотрудничества между странами-участницами в интересах обеспечения мира и стабильности в АТР,
- содействие торговле и инвестициям,
- налаживание регионального взаимодействия в таких областях, как защита окружающей среды, противодействие транснациональной преступности и терроризму,
- обмены по линии культуры и образования и прочее

Россия вступила в АТПФ в 1993 году и принимает участие в его сессиях с 1995 года. С 2004 года учреждён пост почётного председателя, который занимает бывший премьер-министр Японии Ясухиро Накасонэ.

## Сессии АТПФ
Пленарные сессии АТПФ проводятся ежегодно, как правило, во второй декаде января. Россия выступала организатором двух пленарных сессий – 15-й в Москве 21–25 января 2007 г. (на время подготовки которой председателем АТПФ являлся Председатель Совета Федерации Миронов) и по предложению Председателя Совета Федерации Валентины Матвиенко — 21-й во Владивостоке 27–31 января 2013 г. 
По итогам московской встречи было принято 20 резолюций, из которых Россия стала соавтором 7 документов: «Объединение усилий парламентариев в борьбе с терроризмом и наркотрафиком», «Совместные усилия по укреплению мира и развитию сотрудничества в Северо-Восточной Азии в свете проведения КНДР ядерного испытания», «Энергетическая безопасность», «Диалог цивилизаций и межконфессиональный диалог», «Сотрудничество в ликвидации последствий стихийных бедствий и реагирование на чрезвычайные ситуации», «О совместных мерах по борьбе с пандемическими заболеваниями», «Обеспечение мира и стабильности в АТР: путь к многополярному миру».
В ходе мероприятия во Владивостоке было одобрено 14 резолюций, из которых 7 были инициированы Россией («Обеспечение мира и стабильности в АТР», «Экономика и торговля в АТР», «Развитие транспортной инфраструктуры», «Укрепление продовольственной безопасности», «Энергетическая безопасность», «Взаимодействие в сфере молодёжной политики», «Научно-образовательное сотрудничество в АТР»). 
15 – 19 января 2017 года в Натадоле, Фиджи прошла 25-я сессия АТПФ, в которой приняла участие российская парламентская делегация во главе с Константином Косачёвым. Ей удалось стать лидером форума по количеству представленных проектов (пять), которые нашли поддержку участников сессии. Работу делегации Косачёв оценил как содержательную и результативную: «В отличие от европейских межпарламентских форумов (ПАСЕ, ПА ОБСЕ), в АТПФ никто никому не пытается навязать «единственно правильную» точку зрения или тем более наказать инакомыслящих санкциями. Настоящая и очень ценная школа реального парламентаризма». 